# Dodge Center
Dodge Center és una població dels Estats Units a l'estat de Minnesota. Segons el cens del 2000 tenia 2.226 habitants.

## Demografia
Segons el cens del 2000, Dodge Center tenia 2.226 habitants, 824 habitatges, i 588 famílies. La densitat de població era de 452,3 habitants per km².
Dels 824 habitatges en un 42% hi vivien nens de menys de 18 anys, en un 53% hi vivien parelles casades, en un 12,9% dones solteres, i en un 28,6% no eren unitats familiars. En el 23,5% dels habitatges hi vivien persones soles l'11% de les quals corresponia a persones de 65 anys o més que vivien soles. El nombre mitjà de persones vivint en cada habitatge era de 2,61 i el nombre mitjà de persones que vivien en cada família era de 3,03.
Per edats la població es repartia de la següent manera: un 30,2% tenia menys de 18 anys, un 8,4% entre 18 i 24, un 29,7% entre 25 i 44, un 17,6% de 45 a 60 i un 14,1% 65 anys o més.
L'edat mediana era de 32 anys. Per cada 100 dones de 18 o més anys hi havia 88 homes.
La renda mediana per habitatge era de 39.453 $ i la renda mediana per família de 44.632 $. Els homes tenien una renda mediana de 31.525 $ mentre que les dones 24.485 $. La renda per capita de la població era de 16.858 $. Entorn del 8% de les famílies i el 9,3% de la població estaven per davall del llindar de pobresa.

## Poblacions més properes
El següent diagrama mostra les poblacions més properes.